# Katastrofa statku Costa Concordia
Katastrofa statku Costa Concordia – katastrofa morska włoskiego statku wycieczkowego „Costa Concordia”, do której doszło 13 stycznia 2012 w pobliżu wysepki Isola del Giglio na Morzu Śródziemnym.

## Katastrofa

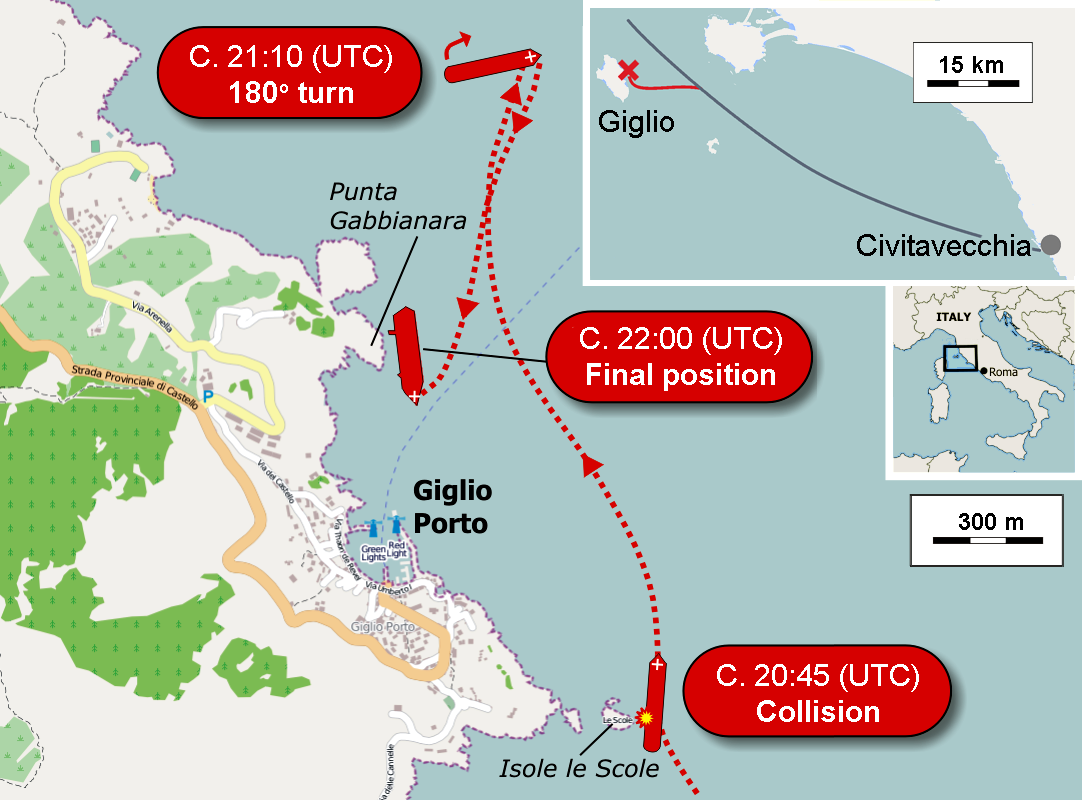
Miejsce zderzenia i zatonięcia wycieczkowca „Costa Concordia”

Wieczorem 13 stycznia statek „Costa Concordia” dowodzony przez kapitana Francesco Schettino wypłynął z portu w Civitavecchia w tygodniowy rejs po Morzu Śródziemnym. Jednostka obrała kurs do Savony w południowej Ligurii. Na pokładzie znajdowało się 3206 pasażerów i 1023 członków załogi (w tym 12 Polaków).
O 21:45 w pobliżu wyspy Isola del Giglio statek uderzył w najmniejszą z wysepek Le Scole, na głębokości 8 m w odległości 92–96 m od brzegu, ok. 500 m na południe od portu. Według pierwszych zeznań kapitana, skała ta była nieoznaczona na mapach morskich, jakich używał. Jednak kolejne etapy śledztwa ujawniły, że kapitan z premedytacją chciał przepłynąć przez wąski na około 68 metrów przesmyk pomiędzy dwiema skałami.
Po zderzeniu statek zwolnił z 15 węzłów do około 6 (z 28 do 11 km/h). Na skutek gwałtownego wtargnięcia wody do pomieszczeń statku nastąpiła awaria siłowni, jednostka utraciła zdolność manewrowania i zaczęła się stopniowo przechylać. Dryfując na odległość około 1 km „Costa Concordia” bezwładnie zawróciła, a następnie osiadła na skałach przed wejściem do małego portu na Isola del Giglio.
Wdzierająca się do kadłuba woda przemieściła środek ciężkości statku. Oparcie kadłuba na skałach dodatkowo zmieniło stateczność statku, wskutek czego „Costa Concordia” zaczęła się silnie przewracać na prawą burtę. Ostatecznie osiadła na skalistej mieliźnie z przechyłem około 80°, w odległości kilkudziesięciu metrów od skał wybrzeża. Pod wodą znalazła się połowa jednostki. W lewej, wystającej nad wodę burcie wraku szybko odkryto dziurę długości ok. 50 m, którą spowodowało pierwotne wpłynięcie statku na podwodną skałę.

## Ewakuacja

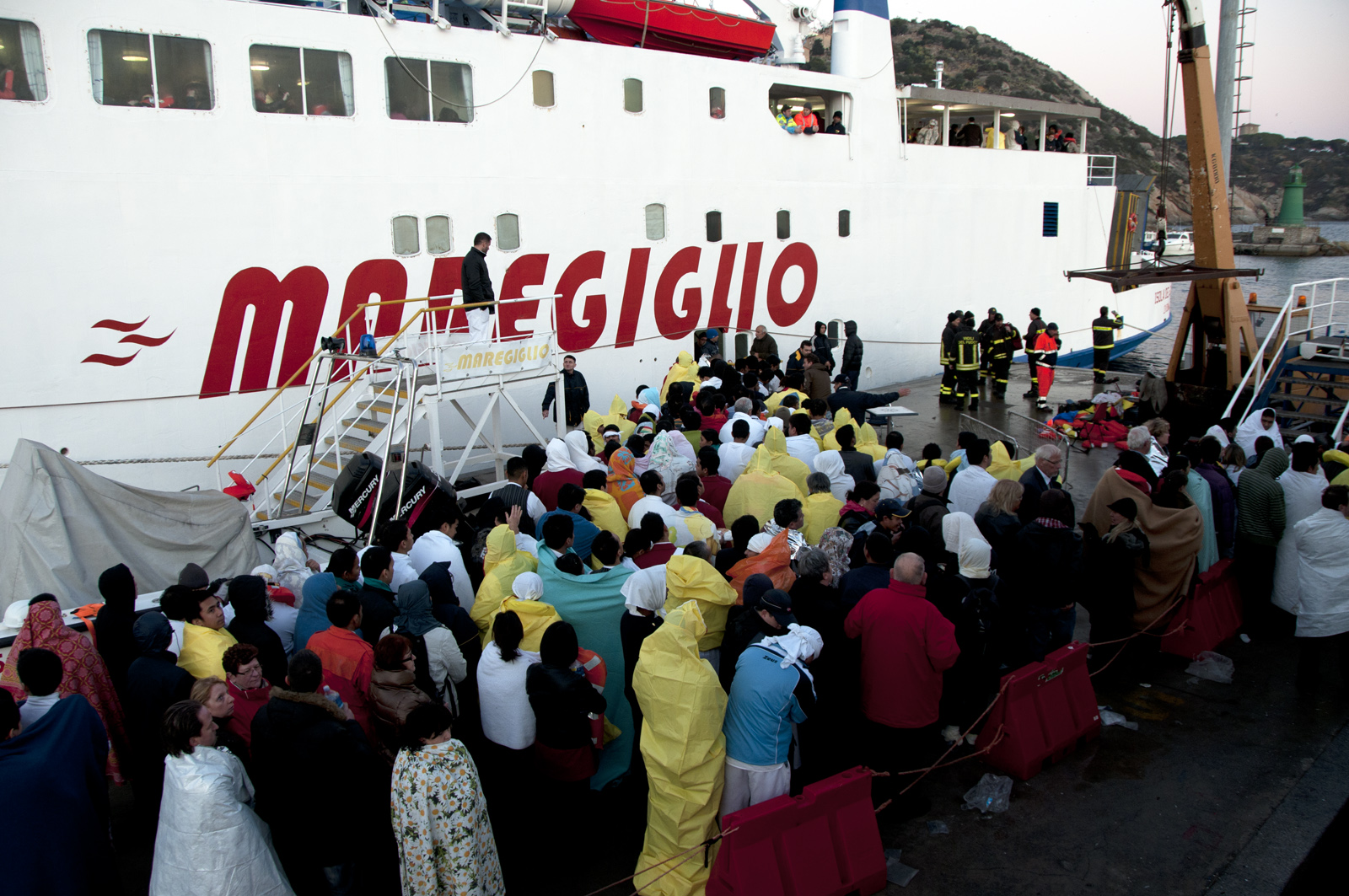
Uratowani pasażerowie na nabrzeżu Isola del Giglio

W wyniku przechylenia się statku i szybkiego nabierania wody, poważnie utrudnione było natychmiastowe wodowanie łodzi ratunkowych. Dopiero po 45 minutach udało się je spuścić na wodę. W tym czasie część pasażerów zdecydowała się na próbę przepłynięcia morza wpław. W wyniku tych prób 3 osoby miały utonąć, 6 zostało poważnie rannych, a ok. 100 musiała wyłowić lokalna straż pożarna.
Z pomocą przybyło pięć śmigłowców, będących w służbie Straży Wybrzeża, Marynarki Wojennej i Sił Powietrznych. Część pasażerów została jednak odcięta na przewróconym statku. Z tego powodu w dniach 14 i 15 stycznia wrak przeszukiwali nurkowie i strażacy; 15 stycznia udało im się uratować koreańskie małżeństwo i członka załogi, który złamał nogę.
W trakcie ewakuacji kapitan Costa Concordii, Francesco Schettino, uciekł z tonącego statku jako jeden z pierwszych. Mimo kategorycznych żądań dyżurnego kapitanatu portu w Livorno Gregoria de Falco, który rozkazywał mu powrócić na statek i przejąć kierowanie akcją ratunkową, odmówił powrotu. Nagranie rozmowy zostało upublicznione, a Francesco Schettino od tego czasu powszechnie nazywany był przez prasę „kapitanem tchórzem”. Ustalono też, że kapitan podawał służbom na lądzie fałszywe informacje o sytuacji na statku, liczbie pozostających na nim pasażerów i o swoim miejscu pobytu.

## Skutki
W wyniku katastrofy śmierć poniosły 32 osoby; ranne zostały 64 osoby. Statek został całkowicie utracony, a wysokość odszkodowania eksperci oszacowali na co najmniej 500 mln USD.

## Proces
15 stycznia aresztowano kapitana Francesco Schettino i jego pierwszego oficera, pod zarzutem nieumyślnego spowodowania śmierci i porzucenia statku przed ewakuacją wszystkich pasażerów. Poszukiwaczom udało się odnaleźć czarne skrzynki, jednak po kilku dniach media poinformowały, że czarne skrzynki są zniszczone.
Kapitan Francesco Schettino został w lutym 2015 r. skazany na 16 lat więzienia. Proces, złożony z 71 rozpraw, toczył się w Grosseto, a z uwagi na wielkie zainteresowanie przeprowadzony został w sali teatru. Kapitan uznany został za winnego spowodowania katastrofy i śmierci 32 osób. Ustalono, że skierował statek w niebezpieczne, skaliste miejsce tylko po to, aby zrobić przyjemność i pokazać z bliska wyspę kilku osobom, w tym swojej przyjaciółce. Istotną okolicznością obciążającą był fakt, że Francesco Schettino uciekł ze statku jako jeden z pierwszych, porzucając na nim tysiące pasażerów. Wyrok został utrzymany w mocy przez włoski Sąd Najwyższy, a kapitan po jego ogłoszeniu zgłosił się do odbycia kary.
Pierwszy oficer Costa Concordii został szybko zwolniony i nie postawiono mu zarzutów.

## Operacja wydobycia wraku

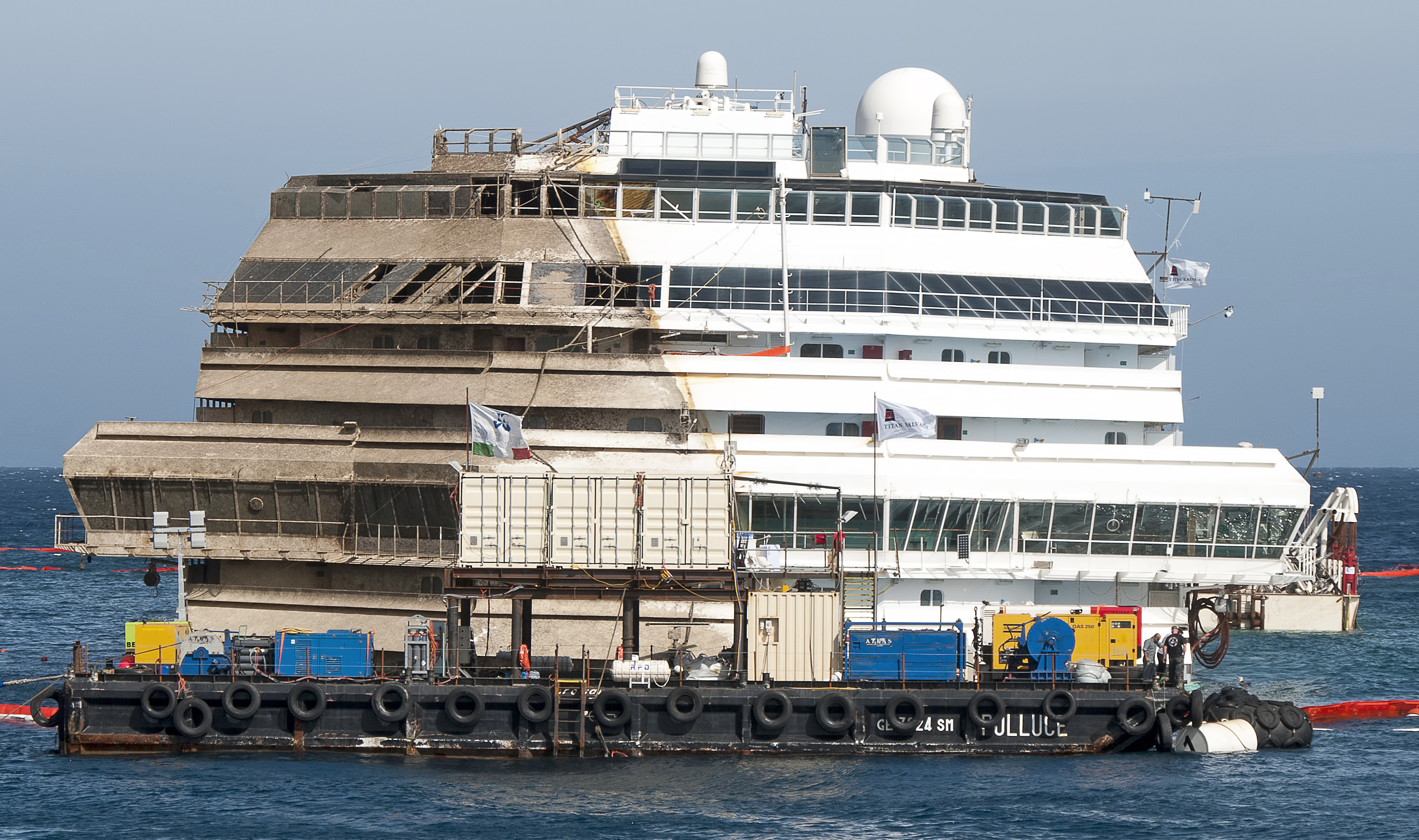
Statek spionizowany, przed podniesieniem.

Niezwłocznie po katastrofie specjalnie powołany zespół rozpoczął opracowywanie procedury usunięcia wraku. Operacją, realizowaną przez włosko-amerykański koncern Titan-Micoperi, kierował 52-letni Nick Sloane z Południowej Afryki. Opracowano nowatorską metodę wydobycia przechylonego o 65° statku. W miejscu docelowego ustawienia wraku wybudowano sztuczne podłoże złożone z 16 tys. ton betonu i 6 platform, a następnie za pomocą 56 lin oraz specjalnych zbiorników balastowych umocowanych do burty rozpoczęto pionizację statku. Przygotowania do operacji trwały ponad rok, natomiast jej kulminacyjny moment zaplanowano na 16 września 2013 r. Dzień później około godziny 4 czasu lokalnego potwierdzono zakończenie trwającej przeszło 19 godzin operacji. Kadłub statku nie rozpadł się.
27 lipca 2014 roku statek zakończył swój ostatni rejs i w towarzystwie kilkunastu holowników dobił nad ranem do portu w Genui. Wydarzenie to wzbudziło spore zainteresowanie turystów, którzy obserwowali zbliżający się konwój z pobliskiej latarni morskiej.
Podczas demontażu wraku, 3 listopada 2014 r. odnaleziono zwłoki ostatniej z ofiar katastrofy.
Koszt całego przedsięwzięcia łącznie ze złomowaniem wyniósł o wiele więcej niż koszt budowy statku, bo został oszacowany na ponad 700 mln euro. Złomowanie statku zakończono w 2017 r., mniej więcej w tym samym czasie, gdy zapadł prawomocny wyrok skazujący kapitana. Ostateczny koszt wydobycia, transportu i złomowania miał wynieść 1,5 miliarda euro.

## Ofiary katastrofy
| Państwo           | Liczba ofiar |
| ----------------- | ------------ |
| Niemcy            | 12           |
| Włochy            | 7            |
| Francja           | 6            |
| Peru              | 2            |
| Stany Zjednoczone | 2            |
| Hiszpania         | 1            |
| Indie             | 1            |
| Węgry             | 1            |
| Razem             | 32           |